# Patrik Ehn
Patrik Ehn, född 27 februari 1967 i Visby, är en svensk politiker och debattör. Han var tidigare gruppledare för Sverigedemokraterna i Göteborgs kommunfullmäktige och Västra Götalands regionfullmäktige. Ehn satt även med i partiets centrala valberedning och representerade Sverigedemokraterna i Kyrkomötet. Därmed betraktades Ehn som en av de ledande företrädarna för sitt parti. Efter en maktkamp i partiet uteslöts Ehn ur Sverigedemokraterna 2013. Samma år flyttade han till Indien för att arbeta med bokförlaget Arktos. Året därpå återvände Ehn till Sverige för ta över som chefredaktör för nyhetstidningen Nationell Idag. Han har även medverkat i den identitära och radikalkonservativa tankesmedjan och nättidskriften Motpol.nu.

## Ungdom
Patrik Ehn är uppvuxen i Otterbäcken. Fadern  var tidigare vårdchef i Skaraborgs läns landsting och modern har arbetat som kantor. Patrik Ehns politiska uppvaknande skedde i samband med att den sovjetiska ubåten U 137 gick på grund utanför Karlskrona 1981. 1986-87 fullgjorde Ehn sin värnplikt som kompanibefäl på I16 i Halmstad. Ehn var 1985-88 medlem i Nordiska rikspartiet (NRP) och gick 1989 med i Sverigedemokraterna. I början av 1990-talet satt han med i ledningen för Föreningen Sveriges Framtid, sedermera Riksfronten.

## Utbildning
På 1990-talet studerade Ehn vid Uppsala universitet och blev då i stället aktiv i Centerpartiets Högskoleförbund (CHF) (jämför Per Olof Sundman). Patrik Ehn är utbildad till SO-lärare och skolledare vid Uppsala universitet. Han har också en filosofie kandidatexamen med kulturgeografi som huvudämne. Dessutom har han studerat Europakunskap, Internationella relationer och Internationell konfliktlösning på Högskolan i Skövde och vid Göteborgs universitet. 

## Centerpartiet
1997 fick Ehn anställning som CUF-ombudsman i Bohuslän. 1999 började han arbeta som lärare i Skövde, där han fick kommunpolitiska uppdrag och efter ett par år valdes till ordförande för Centerpartiets lokalavdelning. Ehn tillhörde partiets EU-kritiker och inspirerades av de nordiska agrarpartiernas historia och ideologi och i synnerhet det norska Senterpartiet och dess tidigare generalsekreterare Per Olaf Lundteigen. Som ordförande för CHF Odal besökte Ehn det ungerska Oberoende småbrukarpartiet (FKgP) i Budapest och han har på sin blogg skrivit flera artiklar om den agrara populismen och det han kallar ekonationalism och natur- och kulturkonservatism. Ehn knöt också kontakter mellan nätverket Centernej till EU och den engelska organisationen Third Way och dess ledare Patrick Harrington, tidigare en ledande gestalt inom National Front. Detta föranledde Centerns partistyrelse att genomföra en utredning om uteslutning av Ehn, som ställd inför detta hot såg för gott att själv lämna partiet. Ehn satt dock kvar i kommunfullmäktige där han kom att samarbeta med en annan politisk vilde som lämnat Kristdemokraterna efter intern kritik.
Efter uteslutningen bosatte sig Ehn i München, där han 2003 lärde känna NPD-medlemmen Per Lennart Aae som även han varit medlem i NRP men också pressekreterare i Kristdemokraterna. Ehn var på den tiden också medlem i Deutsch-Arabische Gesellschaft. År 2004 flyttade Ehn hem till Sverige och samma år gick han åter med i SD. Ehn och Aae har haft viss korrespondens under åren.

## Sverigedemokraterna
Som Sverigedemokraternas ledande kommun- och regionpolitiker ansvarade Ehn för partiets kulturpolitik i Göteborg och Västra Götalandsregionen. I en intervju med SVT:s kulturnyheter uttryckte han stor tveksamhet till den del av kulturutredningen som handlar om kultursamverkansmodellen. Kulturminister Lena Adelsohn Liljeroth försvarade regeringens politik och hävdade att Ehn "är helt fel ute". Patrik Ehn menade också att de kulturchefer som inte kan eller vill arbeta efter beslutna kulturplaner ej heller bör arbeta som sådana. I samma samtal fick Ehn även frågan om hur han ser på Ungerns kulturpolitik och det faktum att vissa ledande chefer på kulturinstitutioner har fått sluta. Ehns positiva omdömen om Ungern skapade starka reaktioner och Miljöpartiets kulturtalesman i Västra Götalandsregionen varnade för att Sverigedemokraterna vill genomföra en kulturrevolution. Ehn ville verka för en kulturpolitik som är mer nationalistisk och konservativ och menade att det då krävs kulturchefer "som är med på båten".. Den ledande ekonomiska och politiska veckotidningen i Ungern HVG har rapporterat om händelsen.
Ehn har skrivit flera artiklar om tysk idéhistoria och särskilt den ideologiska inriktningen konservativ revolution. Han räknades till en av de ledande ideologerna i Sverigedemokraterna.

### Publicitet och framgångar i samband med val
I samband med kyrkovalet 2009 uppmärksammades Ehns politiska bakgrund i nynazistiska organisationer och samröre med Per Lennart Aae i programmet Adaktusson i TV8. Ehns ageranden ledde till vissa reaktioner inom SD, och bland annat Göteborgsdistriktets ordförande Mikael Jansson aviserade i en intervju i tidningen Expo att "Patrik får förklara sig och sedan får vi ta upp det med partisekreteraren Björn Söder". Dåvarande riksdagsledamoten William Petzäll kallade Ehns agerande oacceptabelt och något som måste "bli ett ärende för partiet". Partiledaren Jimmie Åkesson bekräftade emellertid att partiet inte vidtagit några åtgärder mot Ehn.
Omvalet i Västra Götaland 2011 blev en stor framgång för Sverigedemokraterna. Kampanjen, som leddes av Ehn, blev något av ett medialt genombrott för partiet där Ehn debatterade mot de andra partiföreträdarna i Sveriges Radio och Sveriges Television. Partiets huvudfråga var språkkravet på läkare och annan vårdpersonal. Partiet ökade starkt i valet och erövrade nio mandat och befäste därmed sin vågmästarställning i regionfullmäktige.

### Konflikt med partiledningen och uteslutning
I ungdomsförbundets ledarstrid 2012 tog Ehn tydlig ställning för den sittande ordföranden Gustav Kasselstrand som tidigare suttit tillsammans med Mikael Jansson och Patrik Ehn i Sverigedemokraternas styrelse i Göteborg. Även Jansson har uttalat stöd för Kasselstrand.
I mars 2013 fattade Sverigedemokraternas partistyrelse beslutet att utesluta Ehn ur partiet. I motiveringen nämndes Ehns tidigare engagemang i nazistiska organisationer och hans intresse för högerradikala kulturpersonligheter som den tyske författaren Ernst Jünger. Ehns politiska bakgrund var dock känd sedan tidigare i partiledningen. Göteborgs-Posten angav "ideologiskt avvikande åsikter" som skäl för en eventuell uteslutning något som Ehn avfärdade. Ehn visade att han var lojal med partiet och dess principprogram då han som förste gruppledare på lokal och regional nivå implementerade det nya begreppet socialkonservatism i partiets budgetförslag.
Ehn valde att i ett öppet brev bemöta de grunder för uteslutning som publicerades på Sverigedemokraternas hemsida i partisekreterare Björn Söders namn den 19 mars.
Tre partidistrikt i Västsverige (Göteborg, Bohuslän och Norra Älvsborg) gav Ehn sitt oreserverade stöd under hela processens gång och detsamma gäller 12 av de 13 regionpolitiker som träffades på gruppmötet i Lerum den 7 mars. Även partiets tidigare ordförande Mikael Jansson stödde Ehn liksom ungdomsförbundets ledare Gustav Kasselstrand. Dagen efter Ehns uteslutning släppte Expressen nya uppgifter om Ehn. I efterhand har det visat sig att uteslutningen var planerad och att partitjänstemän aktivt men förgäves sökt graverande uppgifter om Ehn för att läcka dessa till pressen.

## Kritik mot SD-ledningen
Efter konflikten med partiledningen rekryterades Ehn som chefredaktör till veckotidningen Nationell Idag. Med Ehn som chefredaktör fick tidningen beteckningen "obunden sverigedemokratisk", och på ledarplats kritiserades  partiledningen när så ansågs nödvändigt. Ehn har också engagerat sig i den konservativa tankesmedjan Motpol och även där analyserat Sverigedemokraternas problem. Den 1 oktober 2017 tillträdde han som ny chefredaktör för Motpol. En återkommande konflikt som Ehn beskriver är partiets vägval mellan interndemokrati och "führerprincip". Som Ehn ser det försöker den nuvarande partiledningen centralisera makten till ett fåtal personer. Detta bekräftades också på Landsdagarna i Lund 2015 då partiledaren Jimmie Åkesson ville avskaffa posterna som vice och andre vice partiordförande. I ett längre reportage i Dagens Nyheter drar Ehn paralleller till mellankrigstidens Tyskland och jämför SD med NSDAP ("ett massparti som suger åt sig väldigt stora grupper, ungefär samma socialgrupper som lockades av Hitler"). Han ser också likheter mellan de uteslutna SDU:arna Kasselstrand och Hahne och de radikalkonservativa preussiska officerare som kritiserade "Hitlerrörelsen som brutal och plebejisk".